# A fiú és a szürke gém
A fiú és a szürke gém (君たちはどう生きるか; Hepburn: Kimitachi wa Dō Ikiru ka) 2023-as japán animációs fantasyfilm, amelyet Mijazaki Hajao írt és rendezett. A Studio Ghibli által készített film japán címe Josino Genzaburo 1937-es regényére utal, ugyanakkor nem annak adaptációja.
A fiú és a szürke gém 2023. július 14-én került a japán mozikba a Toho forgalmazásában. Magyarországon 2024. január 4-én mutatta be az ADS Service. A filmet a kritikusok elismeréssel fogadták, és világszerte 294,2 millió dolláros bevételt hozott, ezzel minden idők ötödik legtöbb bevételt hozó japán filmje lett. Számos elismerése mellett elnyerte a legjobb animációs filmnek járó BAFTA-díjat, a legjobb animációs filmnek járó Golden Globe-díjat és a legjobb animációs filmnek járó Oscar-díjat.

## Cselekmény
1943-ban, a második világháború idején a 12 éves Mahito édesanyja, Maki Hisako meghal egy Tokiót ért légitámadásban. Mahito apja, egy repülőgép-lőszergyár tulajdonosa feleségül veszi Natsukót, néhai felesége fiatalabbik húgát, és a vidéki birtokára menekülnek, ahol több idős szobalánnyal élnek együtt. Mahitónak nehéz dolga van az új városban: nehezen illeszkedik be az iskolába, és feszült a kapcsolata a terhes Natsukóval. Mahito ráadásul a birtokon találkozik egy titokzatos szürke gémmel, aki gyakran zaklatja őt.
Egy nap, amikor Mahito hazatér a többi iskolással való verekedésből, szándékosan megsebesíti magát egy kővel a halántékánál, hogy áldozatnak tűnjön. Miközben Mahito a birtokon lábadozik a sérüléséből, felfedezi a „Hogy vagy?” című könyvet, amelyen az édesanyja kézírásával egy neki szóló cím van, aki a könyvet neki akarta adni, amikor idősebb lesz. Mahito megtudja, hogy a gém tud beszélni, és valójában egy kisember él a testében. A gém incselkedik Mahitóval, és elvezeti őt egy titokzatos toronyhoz a házukhoz közeli erdőben, amelyet eltűnt dédnagybátyja, Masato, egy híres építész építtetett. A gém azt állítja, Mahito édesanyja él, és arra kéri, hogy menjen be a toronyba megmenteni őt. Mahito hezitál, de amikor egy nap meglátja Natsukót az erdőbe menni, úgy dönt, segít neki, és belép a toronyba, ahol egy varázslatos világban találja magát.
Ebben a világban Mahito különböző karakterekkel találkozik, többek között Kirikó tengerészlánnyal, a birtokon lakó szobalány fiatalabb változatával, Himivel, a varázserejű lánnyal, aki segít Mahitónak és Kirikónak, valamint Natsuko dédnagybátyjával, aki hatalmas varázslóként uralkodik a világon. Mahito, Himi és a gém beszivárognak egy papagáj őrzött várkastélyba, és megtalálják Natsukót, aki ellenáll, hogy velük menjen. A való világban a szobalányok elmondják Mahito apjának, a torony nem épült, hanem egy meteorit földbe csapódása után keletkezett, és amikor első felesége, Hisako fiatalabb volt, egyszer egy egész évre eltűnt, majd megmagyarázhatatlan módon visszatért, és semmire sem emlékezett a történtekből.
Menekülés közben Himi a papagájok fogságába esik. Miközben Mahito megmenti Kimit a papagájkirálytól, találkozik a dédnagybátyjával. Utóbbi megmutatja Mahitónak a gyermeki építőkockákat, amelyekkel a világot egyensúlyban tartotta, valamint az erejét tartalmazó óriási lebegő követ. A nagyapa megkéri Mahitót, vigyázzon a kőre és tartsa fenn a világ egyensúlyát, elmagyarázva, csak az irányíthatja a követ, aki vérrokona és nincs benne rosszindulat. Mahito visszautasítja, inkább visszatér a világába, és elmondja nagyapjának, a fején lévő seb azt mutatja, hogy nem szabadult meg a gonosztól. A Papagájkirály, aki el akarja bitorolni dédnagybátyja hatalmát, kettévágja az építőelemeket, így a kő összetörik, és a mágikus világ önpusztulást okoz. Mahito menekülve felajánlja, hogy magával viszi Kimit az ő világába, de Himi visszautasítja, azt állítva, ő Hisako fiatalabb változata, neki és Kirikónak vissza kell térnie a saját korába, hogy Mahito megszülethessen. Mahito, Natsuko és Heron visszatérnek a világukba, és újra találkoznak Mahito apjával. A történet végén Mahito hangja elmondja, hogy két évvel a háború vége után újra Tokióban élnek, és a fiú a holmijával együtt elindul a folyosón a várakozó boldog családjához.

## Szereplők
| Szereplő             | Szinkronszínész | Szinkronszínész                          | Szinkronszínész                          |
| Szereplő             | Japán hang      | Angol hang                               | Magyar hang                              |
| -------------------- | --------------- | ---------------------------------------- | ---------------------------------------- |
| Maki Mahito          | Szantoki Szoma  | Luca Padovan                             | Pál Dániel Máté                          |
| A szürke gém         | Szuda Maszaki   | Robert Pattinson                         | Háda János                               |
| Lady Himi            | Aimjon          | Karen Fukuhara                           | Hermann Lilla                            |
| Nacuko               | Kimura Josino   | Gemma Chan                               | Sipos Eszter Anna                        |
| Maki Soicsi          | Kimura Takuja   | Christian Bale                           | Makranczi Zalán                          |
| Kiriko               | Sibaszaki Ko    | Florence Pugh                            | Kis-Kovács Luca Farkasinszky Edit (idős) |
| Dédnagybácsi         | Hino Sóhei      | Mark Hamill                              | Dézsy Szabó Gábor                        |
| Nemes pelikán        | Kobajasi Kaoru  | Willem Dafoe                             | Dézsy Szabó Gábor                        |
| A papagájkirály      | Kunimura Dzsun  | Dave Bautista                            | Faragó András                            |
| Izumi (szobalány #1) | Takesita Keiko  | Denise Pickering                         | Zsurzs Kati                              |
| Utako (szobalány #2) | Fubuki Dzsun    | Barbara Rosenblat                        |                                          |
| Eriko (szobalány #3) | Agava Szavako   | Melora Harte                             |                                          |
| Aiko (szobalány #4)  | Otake Sinobu    | Barbara Goodson                          |                                          |
| Warawara             | Takizava Karen  | Takizava Karen                           |                                          |
| Papagájok            | N/A             | Mamoudou Athie Tony Revolori Dan Stevens |                                          |

## A film készítése
A Szél támad megjelenését követően Mijazaki Hajao 2013 szeptemberében sajtótájékoztatót tartott Velencében, ahol bejelentette, hogy visszavonul a játékfilmes animációtól: „Tudom, a múltban már sokszor mondtam, hogy visszavonulok. Biztosan sokan azt gondolják; "Már megint", de ezúttal teljesen komolyan gondolom.” Mijazaki azonban később meggondolta magát, miután befejezte a Boro the Caterpillar (2018) című rövidfilm munkálatait, és úgy döntött, visszatér a nyugdíjból, hogy egy újabb egész estés filmet rendezzen, és ezt a döntést a 2016-os Never-Ending Man: Hayao Miyazaki című dokumentumfilm is megörökítette. 2016 júliusában kezdte el a film forgatókönyvét, és a következő hónapban már be is mutatta a projektjavaslatot.
A GKIDS a Studio Ghiblivel együttműködve, a 2023-as SAG-AFTRA sztrájk idején a SAG-AFTRA külföldi szinkronizálási megállapodásának betartásával végezte az angol változat szereplőválogatását. A szinkronizálást Michael Sinterniklaas rendezte a NYAV Postnál, az angol forgatókönyvet pedig Stephanie Sheh írta. Az október 17-én nyilvánosságra hozott angol szereposztásban Christian Bale, Dave Bautista, Gemma Chan, Willem Dafoe, Karen Fukuhara, Mark Hamill, Robert Pattinson és Florence Pugh szerepel.

## Díjak és jelölések
| Díj                               | Időpont              | Kategória                                                                | Jelölt(ek)                      | Eredmény     | Forr.  |
| --------------------------------- | -------------------- | ------------------------------------------------------------------------ | ------------------------------- | ------------ | ------ |
| Torontói Nemzetközi Filmfesztivál | 2023. szeptember 17. | People’s Choice Awards                                                   | A fiú és a szürke gém           | 2. helyezett | [ 12 ] |
| Golden Globe-díj                  | 2024. január 7.      | Legjobb animációs játékfilm                                              | A fiú és a szürke gém           | Elnyerte     | [ 14 ] |
| Golden Globe-díj                  | 2024. január 7.      | legjobb eredeti filmbetétdal                                             | Hiszaisi Dzsó                   | Jelölve      | [ 14 ] |
| Annie-díj                         | 2024. február 17.    | Legjobb animációs film                                                   | A fiú és a szürke gém           | Jelölve      | [ 15 ] |
| Annie-díj                         | 2024. február 17.    | Kiváló rendezés nagyjátékfilmes produkcióban                             | Mijazaki Hajao                  | Jelölve      | [ 15 ] |
| Annie-díj                         | 2024. február 17.    | Kiváló forgatókönyvírás nagyjátékfilmes produkcióban                     | Mijazaki Hajao                  | Jelölve      | [ 15 ] |
| Annie-díj                         | 2024. február 17.    | Kiváló forgatókönyvírói teljesítmény játékfilmes produkcióban            | Mijazaki Hajao                  | Elnyerte     | [ 15 ] |
| Annie-díj                         | 2024. február 17.    | Kiváló karakteranimációs teljesítmény animációs játékfilmes produkcióban | Honda Takeszi                   | Elnyerte     | [ 15 ] |
| Annie-díj                         | 2024. február 17.    | Kiváló zenei alkotás játékfilmes produkcióban                            | Hiszaisi Dzsó                   | Jelölve      | [ 15 ] |
| Annie-díj                         | 2024. február 17.    | Kiváló produkciós tervezés animációs játékfilmes produkcióban            | Yōji Takeshige                  | Jelölve      | [ 15 ] |
| BAFTA-díj                         | 2024. február 18.    | Legjobb animációs film                                                   | Mijazaki Hajao és Szuzuki Tosio | Elnyerte     | [ 16 ] |
| Oscar-díj                         | 2024. március 10.    | Legjobb animációs film                                                   | Mijazaki Hajao és Szuzuki Tosio | Elnyerte     | [ 18 ] |